# Rhythm zone
rhythm zone est un label de musique japonais de la compagnie Avex Group fondé en 1999, plutôt spécialisé dans les artistes japonais de genre urban.
Parmi ceux-ci figurent Exile, Kumi Koda, M-Flo, TVXQ, 2NE1, Heartsdales, Q'ulle, Sweet Black feat. Maki Goto, Dream (depuis 2010)...